# Luna (rinoceronte)
Luna (1970-2023) foi uma fêmea de rinoceronte-branco que até o ano de 2023 era o animal mais velho do Jardim Zoológico de Belo Horizonte. Luna ultrapassou a expectativa de vida para animais da espécie sob cuidados humanos, que é de 50 anos.

## Biografia
Luna nasceu no Parque Nacional de Umfolozi (província de KwaZulu Natal, África do Sul) em 1970, sendo capturada no dia 4 de maio daquele ano. Ela foi transferida para o Jardim Zoológico de Belo Horizonte em 1972. O primeiro macho com quem viveu faleceu em 1979, antes de alcançar a idade reprodutiva. Até o ano de 2018, Luna possuía um companheiro, o macho Doran, que morreu aos 27 anos de idade. Ao longo dos anos que passou no ambiente do zoológico, Luna se relacionou com dois parceiros, mas não teve filhotes. Ao final da vida, Luna sofria de conjuntivite crônica, devido a fatores alérgicos. Luna faleceu aos 53 anos de idade, pesando à época cerca de 3 toneladas e seu corpo ficará exposto no Museu de Ciências Naturais da PUC Minas. No museu, seu corpo servirá ainda de fonte de estudos de morfologia e anatomia comparada com outros espécimes da coleção, além de fazer parte, futuramente, de uma exposição.

### Longevidade
Luna ultrapassou a expectativa de vida para animais da espécie sob cuidados humanos, que é de 50 anos. Uma pesquisa realizada pela equipe técnica da Fundação Municipal de Parques e Zoobotânica aponta que o rinoceronte-branco-do-sul mais longevo do mundo, que vivia sob cuidados humanos, faleceu na França aos 55 anos de idade. Outros animais que morreram no zoo de Belo Horizonte foram recebidos pelo Museu da PUC-Minas, como as girafas Ana Raio e Zola, que morreram em 2015 e 2014, respectivamente. Após a morte de Luna, quem ocupou o posto de animais mais velho do zoo é a hipopótamo Geriza, nascida em 1982 e levada para o zoológico em 1991.